# Nivellia
Nivellia is een kevergeslacht uit de familie van de boktorren (Cerambycidae). De wetenschappelijke naam van het geslacht werd voor het eerst geldig gepubliceerd in 1863 door Mulsant.

## Soorten
Nivellia omvat de volgende soorten:
- Nivellia extensa (Gebler, 1841)
- Nivellia sanguinosa (Gyllenhal, 1827)